# Yesid Pira
Yesid Albeiro Pira Parada (Siachoque, 28 juni 1999) is een Colombiaans wielrenner.

## Carrière
In april 2021 won Pira de vierde etappe in de Ronde van Colombia, met finish op de Alto de La Línea. De leiderstrui die hij daaraan overhield moest hij twee dagen later afstaan aan Juan Pablo Suárez. In mei maakte Pira de overstap naar de amateurtak van Caja Rural-Seguros RGA. Namens dat team nam hij deel aan onder meer de Ronde van Italië voor beloften. Tijdens de negenede etappe van die koers kwam hij als eerste boven op de Vallespas.
In 2022 werd Pira, na een stageperiode eind 2021, prof bij Caja Rural-Seguros RGA. Dat jaar startte hij onder meer in de Ronde van de Alpen en de Ronde van Portugal.

## Overwinningen
2021
4e etappe Ronde van Colombia
Jongerenklassement Ronde van Colombia
2024
8e etappe Ronde van Colombia
Bergklassement Ronde van Colombia

## Ploegen
- 2021 –  Caja Rural-Seguros RGA (stagiair vanaf 1 augustus)
- 2022 –  Caja Rural-Seguros RGA
- 2023 –  Caja Rural-Seguros RGA
- 2024 –  Arroz Sonora-4WD Rentacar

Amezqueta · Aular · Bagües · Barceló · Barrenetxea · Calle · Cepeda · Cuadros · Etxeberria · García · González · Johnston · Lastra · Leitão · Martín · Murguialday · Nicolau · Nieve · Pira · Prades ·Schlegel  · Balderstone (stagiair) · López de Abetxuko (stagiair) · López (stagiair)
Amezqueta · Aular · Babor · Balderstone · Barceló · Barrenetxea · Bárta · Cepeda · Etxeberria · García · González · Hailemichael · Johnston · Leitão · López · Martín · Murguialday · Nicolau · Pira · Prades ·Schlegel  · Sorarrain (vanaf 31/7) · Guardeño (stagiair) · Ibáñez (stagiair) · Silva (stagiair)